# Hiéroglyphe égyptien N39

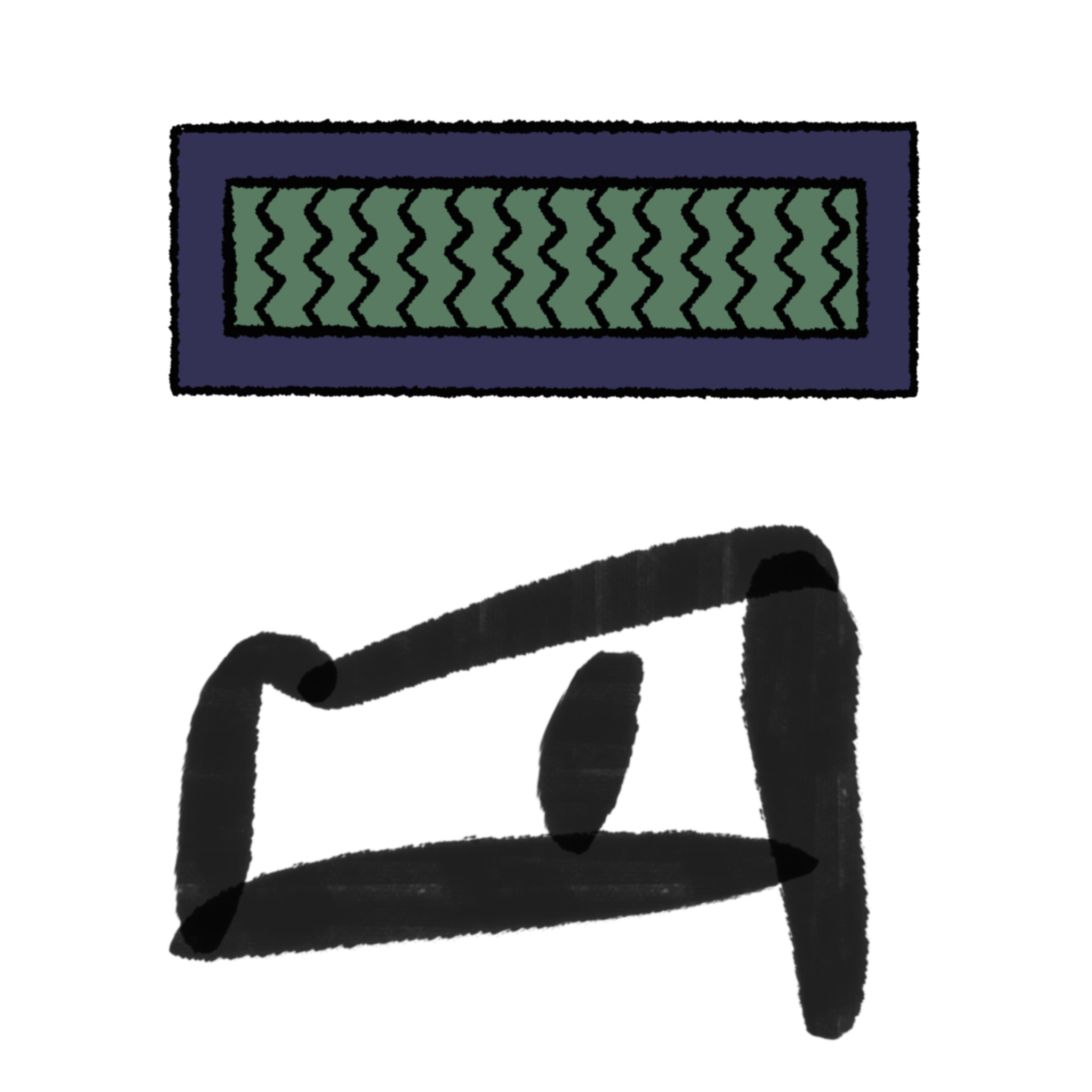
Version hiératique et hiéroglyphique

Le bassin rempli d'eau en hiéroglyphes égyptiens, est classifié dans la section N « Ciel, terre, eau » de la liste de Gardiner ; il y est noté N39.

## Représentation
Il représente un bassin de jardin rempli d'eau (inversement à N37) laissant apparaitre des vagues à la surface. Il est translittéré š.

## Utilisation
| N37 |

| N37 |

C'est un phonogramme unilitère de valeur š.
| X4 |

| X4 |

| z · n | S · O31 |

| z · n | S · O31 |